# Бон, Микеле
Микеле Бон (итал. Michele Bon; 22 ноября 1972, Италия) — итальянский футбольный тренер.

## Карьера
Начинал свою тренерскую карьеру в качестве ассистента наставника. Несколько лет он помогал в разных командах Дану Петреску. Долгое время работал с клубами Румынии. В ноябре 2012 года итальянец самостоятельно стал главным тренером молдавского «Зимбру». На этом посту он сменил Влада Гояна.
Микеле Бон свободно владеет несколькими языками. Помимо итальянского, он говорит на румынском, английском и испанском.